# San Lorenzo al Mare
San Lorenzo al Mare är en ort och kommun i provinsen Imperia i regionen Ligurien i Italien. Kommunen hade 1 269 invånare (2018).